# Varnostna divizija
Varnostna divizija (angl. Security Division) je divizija, ki ni frontna formacije, ampak je nameščena v zaledju, kjer je zadolžena za varovanje komunikacij ter drugih pomembnih zgradb primarno pred gverilskimi in diverzantskimi napadi.
Nemške varnostne divizije so bile pomemben dejavnik med drugo svetovno vojno, saj so se bojevale proti odporniškim gibanjem, ki so delovala v nemškem zaledju.

## Seznam
- seznam varnostnih divizij